# The Isley Brothers
 (janvier 2024).
Si vous disposez d'ouvrages ou d'articles de référence ou si vous connaissez des sites web de qualité traitant du thème abordé ici, merci de compléter l'article en donnant les références utiles à sa vérifiabilité et en les liant à la section « Notes et références ».

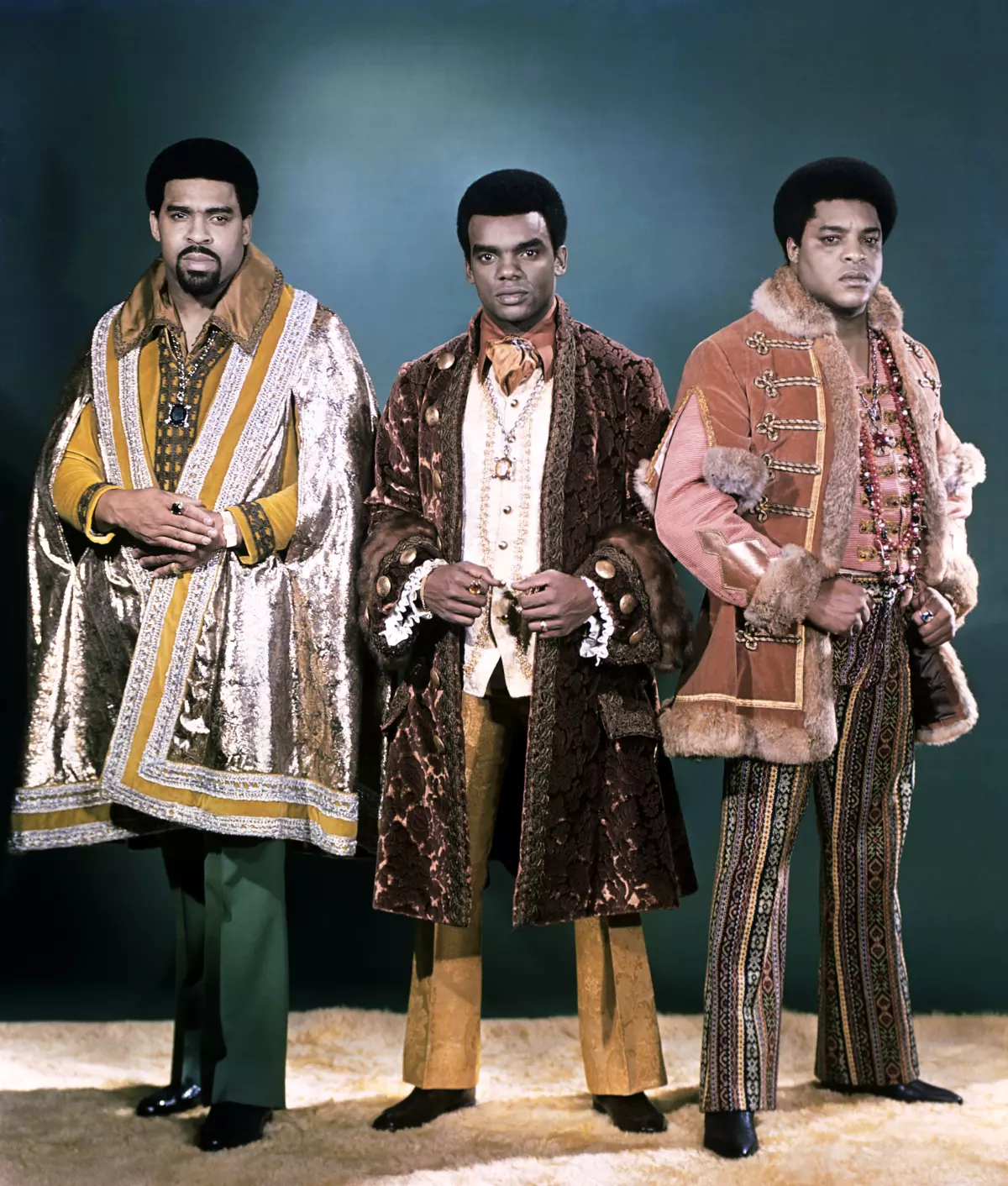
The Isley Brothers

The Isley Brothers est un groupe de musique afro-américain, originaire de Cincinnati, dans l'Ohio, actif depuis le début des années 1950. Depuis leurs premiers enregistrements en 1955, les Isley Brothers ont continué à rester actifs dans des répertoires variés tels que le gospel, le doo-wop, le RnB, la soul, le funk, le rock 'n' roll et le disco. 
Le groupe possède le record d'avoir placé un titre dans le Billboard Hot 100 au moins une fois par décennie entre les années 1950 et les années 2000. Ils sont également l'un des groupes dont les titres sont les plus repris et samplés dans l'histoire de la musique.

## Histoire

### Débuts (1955–1968)
Au départ, le groupe est composé de quatre frères (O'Kelly, Rodolpho, Ronald et Vernon Isley) qui font l'apprentissage du chant à l'église. Cependant le quatuor sera réduit à un trio à la suite du décès tragique de Vernon. Le groupe sera une formation qui ne connaîtra que peu de succès jusqu'à 1962, année où paraît Twist and Shout qui sera repris par la suite par plusieurs autres groupes dont les Beatles.
1964 marque un nouveau début pour le groupe car il fonde son propre label, T-Neck. Les Isley Brothers compteront en outre dans leur formation un certain Jimmy James, qui deviendra célèbre sous le nom de Jimi Hendrix. Malheureusement, ne pouvant réaliser un tube, ils signent chez la célèbre Motown où ils composeront (sous la production de l'équipe Holland-Dozier-Holland) un tube, This Old Heart of Mine en 1966. Mais mal à l'aise dans l'organisation interne, ils quittent la Motown en 1968 et s'installent à New York.

### Renouveau (1968–1973)
Au sein d'une nouvelle maison de disques, Buddah Records, le groupe modifie sa musique : d'un groupe de doo-wop, il se met à délivrer de la soul funk similaire à Sly and the Family Stone ou encore James Brown. Il faut noter de plus l'apport non officiel des jeunes frères Isley, Ernie à la guitare et Marvin à la basse ainsi que de leur beau-frère Chris Jasper qui utilise un instrument récent pour la musique populaire de l'époque, le synthétiseur.
Ainsi, ils composent It's Your Thing, Work to Do et Get Into Something entre 1969 et 1971 qui seront de grands succès funk.

### Âge d'or (1973–1983)
À la fin de leur contrat chez Buddah Records, le groupe signe chez Epic Records, où il connaît une série de succès phénoménaux. Cela commence en 1973 avec l'album 3 + 3 qui est l'acte fondateur de l'entrée des « trois petits Isley » (Ernie, Marvin et Chris Jasper) dans le groupe qui contient la nouvelle version de That Lady en 1973, puis Live It Up en 1974, The Heat Is On en 1975 où le groupe délivre des commentaires sociaux sur les problèmes rencontrés par les Afro-Américains. Vient en 1976 Harvest For World, album de funk positif. Suit ensuite une série d'albums au rythme soutenu d'un par an jusqu'en 1983.
Chaque album reprend un canevas, à savoir une partie avec des chansons funk (puis disco) et une autre avec des slows où la guitare d'Ernie, la basse de Marvin et le synthétiseur de Chris Jasper ont un rôle de plus en plus prépondérant ; cette évolution est de plus audible à l'approche des années 1980. Cependant, en 1983 après la parution de Between the Sheets (classique funk samplé servant de base à Big Poppa de The Notorious B.I.G.) le groupe implose. Les « petits Isley » font scission et forment leur propre groupe IsleyJasperIsley groupe qui publiera deux albums mais ne connaîtra qu'un tube, Caravan of Love en 1984.
Les « vieux Isley », quant à eux, sortent Masterpiece en 1985 puis Smooth Sailin, album particulier car édité après le décès d'O'Kelly en 1986. Rudolph se retire du show business pour se tourner vers la religion. Ron Isley se retrouve seul. La traversée solitaire dure quelques années mais les Isley Brothers sortent toujours des disques entre 1989 et 1996 où ils sont réduits à un trio, Ron étant rejoint par Ernie et Rudolph.
En 2001, le groupe signe Eternal, suivi en 2003 de Body Kiss puis en 2005 de Baby Makin Music.

### 50 ans de carrière
On peut remarquer que les Isley Brothers ont connu une carrière exceptionnelle qui les aura menés du doo-wop à l'explosion de la Motown, au soul funk, au disco et même au G-funk, le tout en près de 50 ans de carrière. Ce sont en effet des contemporains de Marvin Gaye, James Brown et tant d'autres... Il faut aussi noter que le groupe est souvent cité comme référence par certains groupes de G-funk comme Above the Law ou Warren G qui  invitera Ron Isley à chanter sur son tube Smokin Me Out (morceau qui est basé sur un sample d'une chanson des Isley, Coolin' Me Out). En outre, à l'écoute de morceaux comme Take Me To The Next Phase ou Caravan of Love on peut percevoir des prémices de G-funk dans l'orchestration avec ce son si particulier obtenu par les synthétiseurs.
Leur morceau Shout, Pts. 1&2, est utilisé lors de la cérémonie de but de l'équipe de hockey sur glace du Wild du Minnesota.

## Titre académique
Le 7 mai 2016, un doctorat honoris causa est décerné par le Berklee College of Music à Ronald Isley, né le 21 mai 1941, et à Ernie Isley, né le 7 mars 1952.

## Membres

### Membres actuels
- Ronald Isley (depuis 1954)
- Ernie Isley (1973–1983, depuis 1991)

### Anciens membres
- O'Kelly Isley, Jr. (1954–1985) (†) en 1986
- Rudolph Isley (1954–1989) (†) en 2023
- Vernon Isley (1954–1955) (†) en 1955
- Marvin Isley (1973–1983, 1991–1996) (†) en 2010
- Chris Jasper (1973–1983)
- Jimi Hendrix (1964-1965) (†) en 1970

## Discographie

### Albums studio

#### The Isley Brothers
- 1959 : Shout!
- 1962 : Twisting & Shouting with the Isley Brothers
- 1964 : Take Some Time Out with the Isley Brothers
- 1966 : This Old Heart of Mine Is Weak For You
- 1967 : Soul on the Rocks
- 1969 : It's Our Thing
- 1969 : Live at Yankee Stadium
- 1969 : The Brothers : Isley
- 1970 : Get Into Something
- 1971 : Givin' It Back
- 1972 : Brother, Brother, Brother
- 1972 : The Isleys Live
- 1973 : 3 + 3 (Symbolisant les trois « grands Isley » rejoints par les trois « petits Isley ») Première pochette où les six membres apparaissent
- 1974 : Live It Up
- 1975 : The Heat Is On
- 1976 : Harvest for the World
- 1977 : Go For Your Guns
- 1978 : Showdown (Album comprenant  : Take Me to the Next Phase faux live car les bruits du public ont été rajoutés en studio)
- 1979 : Winner Takes All
- 1980 : Go All The Way
- 1981 : Inside You
- 1981 : Grand Slam
- 1982 : The Real Deal
- 1983 : Between the Sheets
- 1985 : Masterpiece
- 1987 : Smooth Sailin'
- 1989 : Spend the Night

#### The Isley Brothers avec Ronald Isley
- 1991 : Tracks of Life
- 1994 : Live!
- 1996 : Mission to Please

#### The Isley Brothers avec Ronald Isley alias Mr. Biggs
- 2001 : Eternal
- 2003 : Body Kiss
- 2004 : Taken to the Next Phase
- 2005 : Baby makin music
- 2007 : I'll Be Home for Christmas

### Singles (liste non exhaustive)
Ceci est la liste des singles qui sont entrés dans le Top 100 du Billboard américain.
- 1959 : Shout! (#47 Pop)
- 1962 : Twist & Shout (#2 R&B; #17 Pop)
- 1962 : Twistin' With Linda (#54 Pop)
- 1966 : This Old Heart of Mine (Is Weak For You) (#6 R&B; #12 Pop)
- 1966 : Take Some Time Out For Love (#66 Pop)
- 1966 : I Guess I'll Always Love You (#31 R&B; #61 Pop)
- 1969 : It's Your Thing (#1 R&B; #2 Pop)
- 1969 : I Turned You On (#6 R&B; #23 Pop)
- 1969 : Bless Your Heart (#29 R&B)
- 1969 : Was It Good to You? (#33 R&B; #83 Pop)
- 1970 : Get Into Something (#25 R&B; #89 Pop)
- 1970 : Girls Will Be Girls, Boys Will Be Boys (#21 R&B; #75 Pop)
- 1970 : If He Can, You Can (#21 R&B)
- 1970 : Keep On Doin' (#17 R&B; #75 Pop)
- 1971 : Freedom (#16 R&B; #72 Pop)
- 1971 : Spill the Wine (#14 R&B; #49 Pop)
- 1971 : Love the One You're With (#3 R&B; #18 Pop)
- 1972 : Lay Lady Lay (#29 R&B; #71 Pop)
- 1972 : Pop That Thang (#3 R&B; #24 Pop)
- 1972 : Work to Do (#11 R&B; #51 Pop)
- 1973 : It's Too Late (#39 R&B)
- 1973 : That Lady, Pt. 1 & 2 (#2 R&B; #6 Pop)
- 1974 : Summer Breeze (#10 R&B; #60 Pop)
- 1974 : What It Comes Down To (#5 R&B; #55 Pop)
- 1974 : Live It Up (#4 R&B; #52 Pop)
- 1974 : Midnight Sky (#8 R&B)
- 1975 : Fight the Power, Pt. 1 & 2 (#1 R&B; #4 Pop; #12 Club)
- 1975 : For the Love of You, Pt. 1 & 2 (#10 R&B; #22 Pop)
- 1976 : Who Loves You Better (#3 R&B; #47 Pop; #2 Club)
- 1976 : Harvest for the World (#9 R&B; #63 Pop)
- 1976 : People of Today (#3 Club)
- 1977 : The Pride, Pt. 1 & 2 (#1 R&B; #63 Pop)
- 1977 : Voyage to Atlantis (#50 R&B)
- 1977 : Livin' in the Life (#4 R&B; #40 Pop)
- 1977 : Footsteps in the Dark
- 1978 : Take Me to the Next Phase, Pt. 1 & 2 (#1 R&B)
- 1978 : Groove With You (#16 R&B)
- 1979 : I Wanna Be With You (#1 R&B)
- 1979 : It's a Disco Night (Rock Don't Stop) (#27 R&B; #90 Pop)
- 1979 : Winner Takes All (#38 R&B)
- 1980 : Don't Say Goodnight (It's Time For Love), Pt. 1 & 2 (#1 R&B; #39 Pop)
- 1981 : Hurry Up and Wait (#17 R&B; #58 Pop)
- 1981 : I Once Had Your Love (And I Can't Let Go) (#57 R&B)
- 1981 : Inside You (#10 R&B)
- 1981 : Who Said? (#20 R&B)
- 1982 : The Real Deal (#14 R&B)
- 1982 : It's Alright With Me (#59 R&B)
- 1982 : Welcome Into My Heart (#45 R&B)
- 1983 : All In My Lover's Eyes (#67 R&B)
- 1983 : Between the Sheets (#3 R&B)
- 1983 : Choosey Lover (#6 R&B)
- 1985 : Colder Are My Nights (#12 R&B)
- 1986 : May I (#42 R&B)
- 1987 : Come My Way (#71 R&B)
- 1987 : Smooth Sailin' Tonight (#3 R&B)
- 1988 : I Wish (#74 R&B)
- 1989 : Spend the Night (Ce Soir) (#3 R&B)
- 1989 : You'll Never Walk Alone (#25 R&B)
- 1990 : One of a Kind (#38 R&B)
- 1992 : Whatever Turns You On (#46 R&B)
- 1992 : Sensitive Lover (#25 R&B)
- 1994 : I'm So Proud (#66 R&B)
- 1996 : Let's Lay Together (#24 R&B; #93 Pop)
- 1996 : Floatin' On Your Love (#14 R&B; #47 Pop)
- 1997 : Tears (#12 R&B; #55 Pop)
- 2001 : Contagious (#3 R&B; #19 Pop)
- 2001 : Secret Lover (#60 R&B)
- 2003 : What Would You Do? (#14 R&B; #49 Pop)
- 2003 : Busted (#35 R&B)